# Capilla de la Sábana Santa (Turín)
La capilla de la Sábana Santa (en italiano: Cappella della Sacra Sindone) o capilla de Guarini (Cappella del Guarini) es una gran capilla católica construida en Turín a finales del siglo XVII (1668-1694), durante el reinado de Carlos Manuel II de Saboya, duque de Saboya, para albergar la Sábana Santa, una reliquia religiosa que muchos creen que es el sudario de Jesús de Nazaret. Ubicada adosada al Duomo y conectada con el Palacio Real, fue finalizada por el arquitecto Guarino Guarini, siendo una obra maestra de la arquitectura barroca italiana.

## Historia

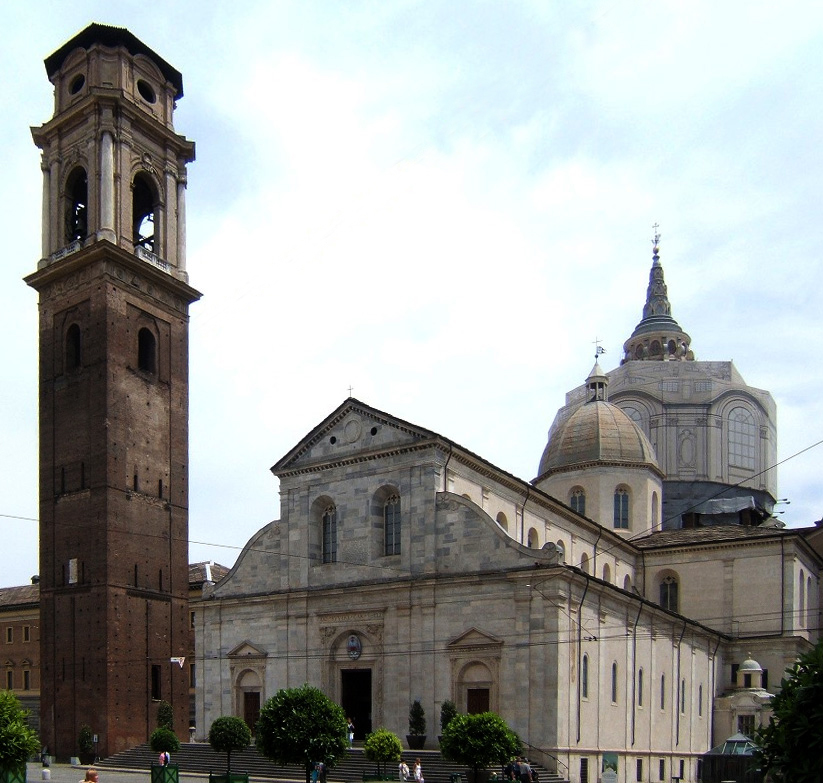
El Duomo de Turín en 2006, con la cúpula de Guarini en restauración

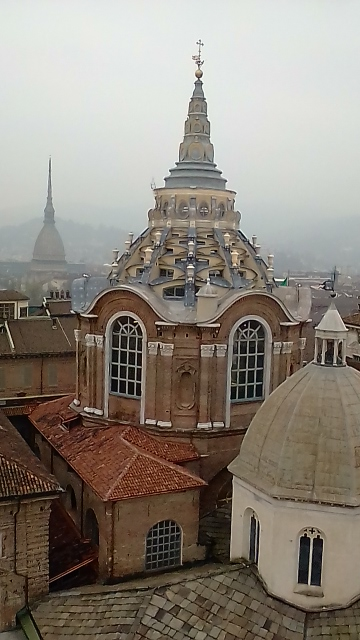
La capilla de la Sábana Santa en l 2018, después de la restauración

La capilla fue encargada a Carlo di Castellamonte por el duque Carlos Manuel II de Saboya para preservar el precioso sudario de la Sábana Santa que la familia de Saboya custodiaba desde hacía siglos.
Con el tiempo, los proyectos fueron modificados por el hijo de Carlo, Amedeo di Castellamonte, y luego por el suizo Bernardino Quadri, quien fue responsable del diseño de un edificio de planta cuadrada ubicado entre el palacio ducal (el antiguo palacio obispal y  futuro palazzo reale) y el ábside de la catedral de San Juan Bautista. Sin embargo, el aula del templo fue modificada por Bernardino Quadri en rotonda y levantada hasta el primer piso del palazzo Ducale (más tarde, Reale).
Al final, el proyecto fue confiado al hermano-arquitecto Guarino Guarini quien, abandonando París en 1666, se detuvo en la capital de Saboya y en 1667 se hizo cargo de la Capilla, adoptando el proyecto en forma redonda previamente elaborado por Bernardino Quadri, que y alcanzaba el primer nivel, coincidiendo con la sala del templo. En cualquier caso, Guarini modificó algunas estructuras, sobre todo para reforzar los muros que habían despertado la aprensión debido a su esbeltez y, por lo tanto, la estrechez de toda la parte sobre el primer nivel; además, revolucionó completamente el resto de la Capilla, sobre todo la cúpula, para aligerarla y darle el impulso ascendente que los Saboya solicitaron. Desde 1694 la capilla alberga la Sábana Santa.
En la primera mitad del Ottocento, la capilla fue decorada con algunos grupos de estatuas sobre los grandes personajes de la Casa de Saboya encargados por el rey Carlo Alberto a cuatro artistas diferentes: Benedetto Cacciatori, Pompeo Marchesi, Innocenzo Fraccaroli y Giuseppe Gaggini. Los cuatro grandes monumentos representan a los duques Amadeo VIII,  Manuel Filiberto y Carlos Manuel II y al príncipe Tomás Francisco de Saboya-Carignano, progenitor de la línea Saboya Carignano que ascenderá al trono con el rey Carlos Alberto el 27 de abril de 1831, después de la muerte del rey Carlos Félix, el último descendiente de la rama principal de la casa de Saboya.
La capilla de la Sábana Santa se cerró al público el 4 de mayo de 1990, cuando un fragmento de mármol de una cornisa interna se desprendió y cayó sobre el pavimento. Debido a un cortocircuito durante los trabajos de restauración, casi completados, en la noche entre el 11 y el 12 de abril de 1997, un importante incendio, cuya causa aún es un misterio, causó grandes daños el edificio. El sudario corrió el riesgo de ser destruido, y fue rescatado de las llamas por los bomberos, quienes rompieron la caja de vidrio a prueba de balas que contenía la caja de madera y plata que protegía la tela.
La capilla, afectada por una imponente obra de restauración y reconstrucción, que llevó más de 21 años y 30 millones de euros, fue devuelta a la ciudad y reabierta a los visitantes el 27 de septiembre de 2018 con una ceremonia de corte de cinta a la que asistieron el alcalde y varios funcionarios del gobierno,  convirtiéndose así en parte de la gira de los Museos Reales de Turín.

## Descripción

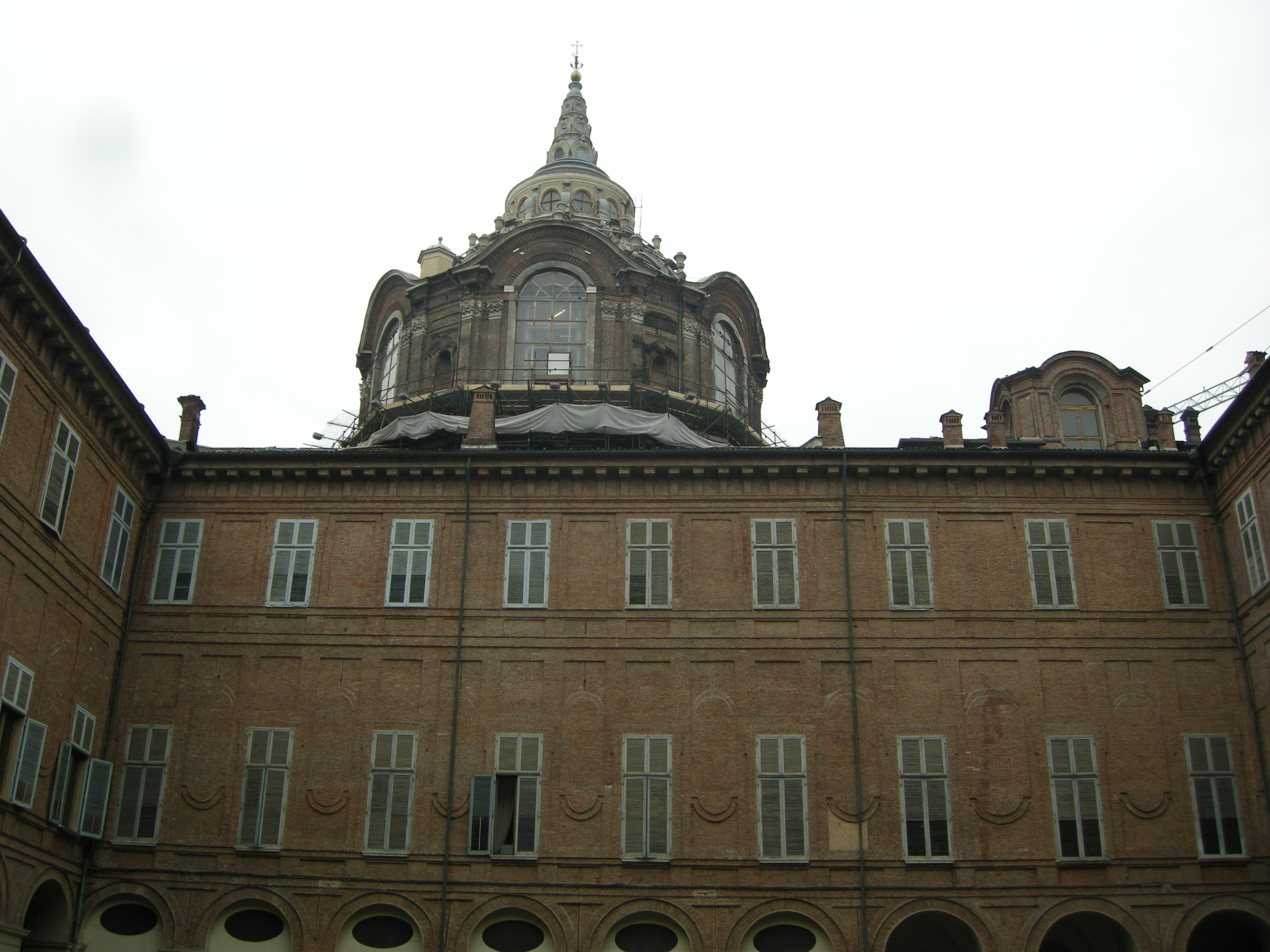
La cúpula de Guarini, en restauración, vista desde el patio del Palazzo Reale

Externamente, la capilla parece un edificio de planta cuadrada que penetra tanto en el Duomo como en el Palazzo Reale. Sobre la base se alza un tambor poligonal de ladrillo con seis grandes ventanas arqueadas, enmarcadas por lesenas y protegidas por un techo que se asienta suavemente sobre los arcos. Sobre él está la cubierta  de la capilla sostenida por nervaduras en las que se instalan muchas urnas de piedra.
Entre las costillas se muestran líneas suavemente orientalizantes que dibujan numerosas aberturas en semicírculo, hasta la parte terminal de la cúpula, un pequeño tambor circular con ventanas y prolongado con una estructura de telescopio (extraña al diseño original, que preveía una cúspide en espiral). La cúpula está diseñada para parecer más alta, gracias a una ilusión óptica.
En el interior se concreta el genio barroco de Guarini: a los lados del altar mayor de la catedral hay dos portales de mármol negro que presentan dos oscuras escalinatas con bajos escalones semicirculares. Al final de ambas escaleras, se accede a dos vestíbulos circulares paralelos delimitados por columnas de mármol negro.
Desde aquí se puede llegar a la capilla, de planta circular, donde en el centro se alza el altar barroco (obra de Antonio Bertola), que conservaba la Sábana Santa en una caja de plata y vidrio. El pavimento presenta un diseño en mármol blanco y negro que enfatiza la importancia del altar, mientras gruesas estrellas de bronce incrustadas en el mármol blanco reflejan la luz que viene de lo alto. La decoración de estuco de la capilla y su sacristía se debe al estuquista Pietro Somazzi.

## Galería de imágenes

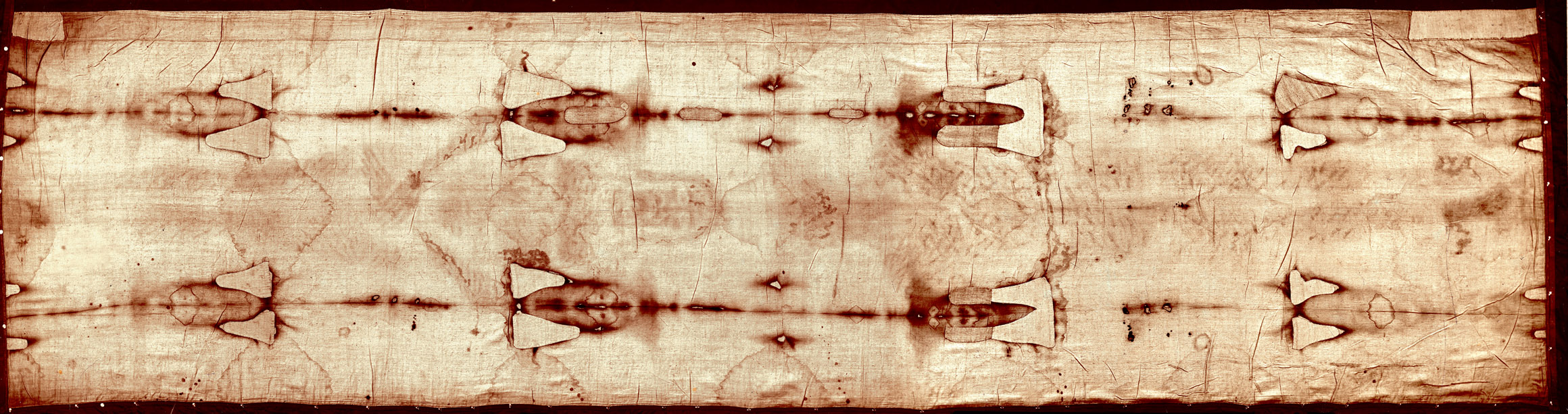
La Sábana Santa se ha custodiado durante varios siglos en la capilla homónima. Después del incendio de 1997, se encuentra bajo la Tribuna Reale, siempre en la catedral de Turín..
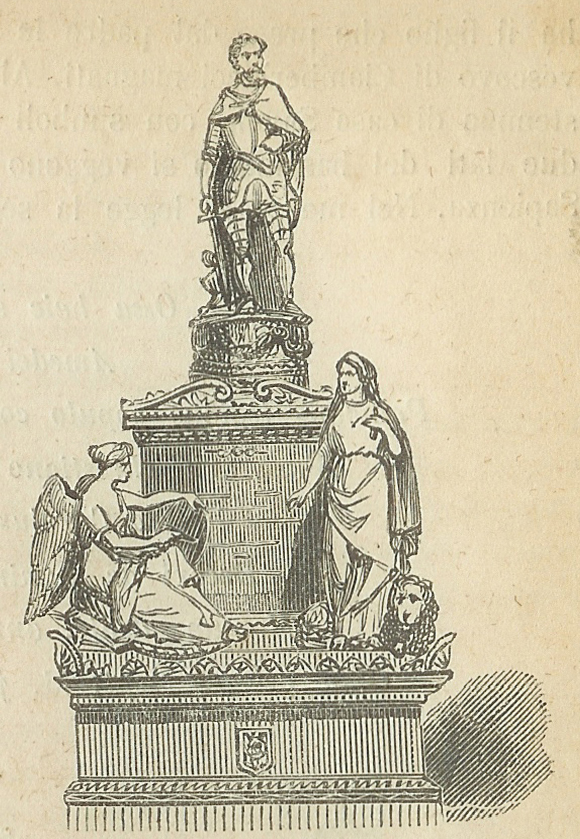
Representación del monumento a Manuel Filiberto de Saboya
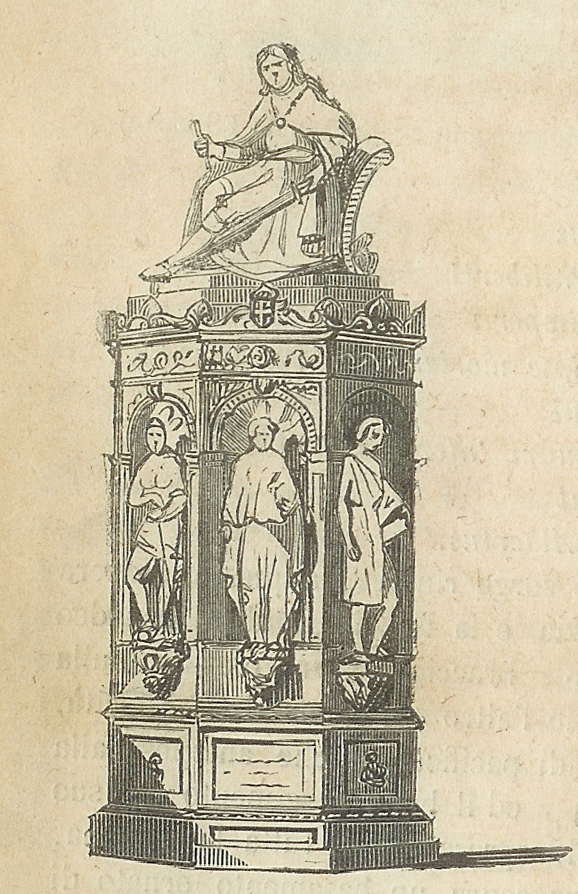
Representación del monumento a Carlos Manuel II de Saboya
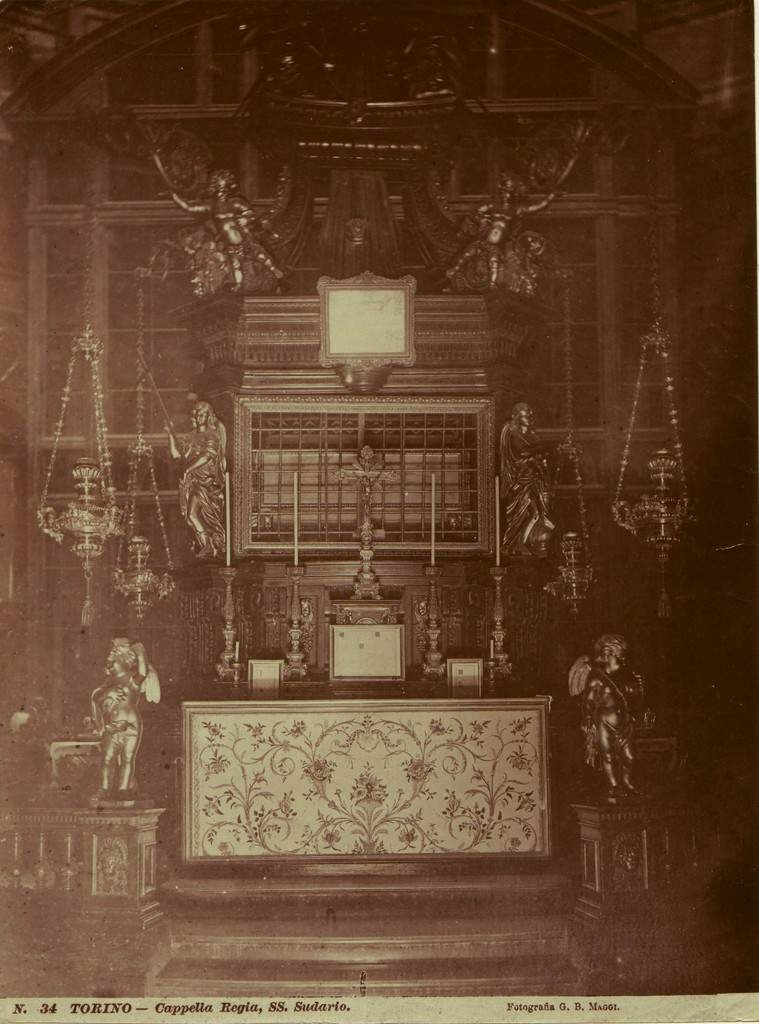
La capilla de la Sábana Santa, con el altar de Bertola, en una fotografía de Giovan Battista Maggi a finales del siglo XIX
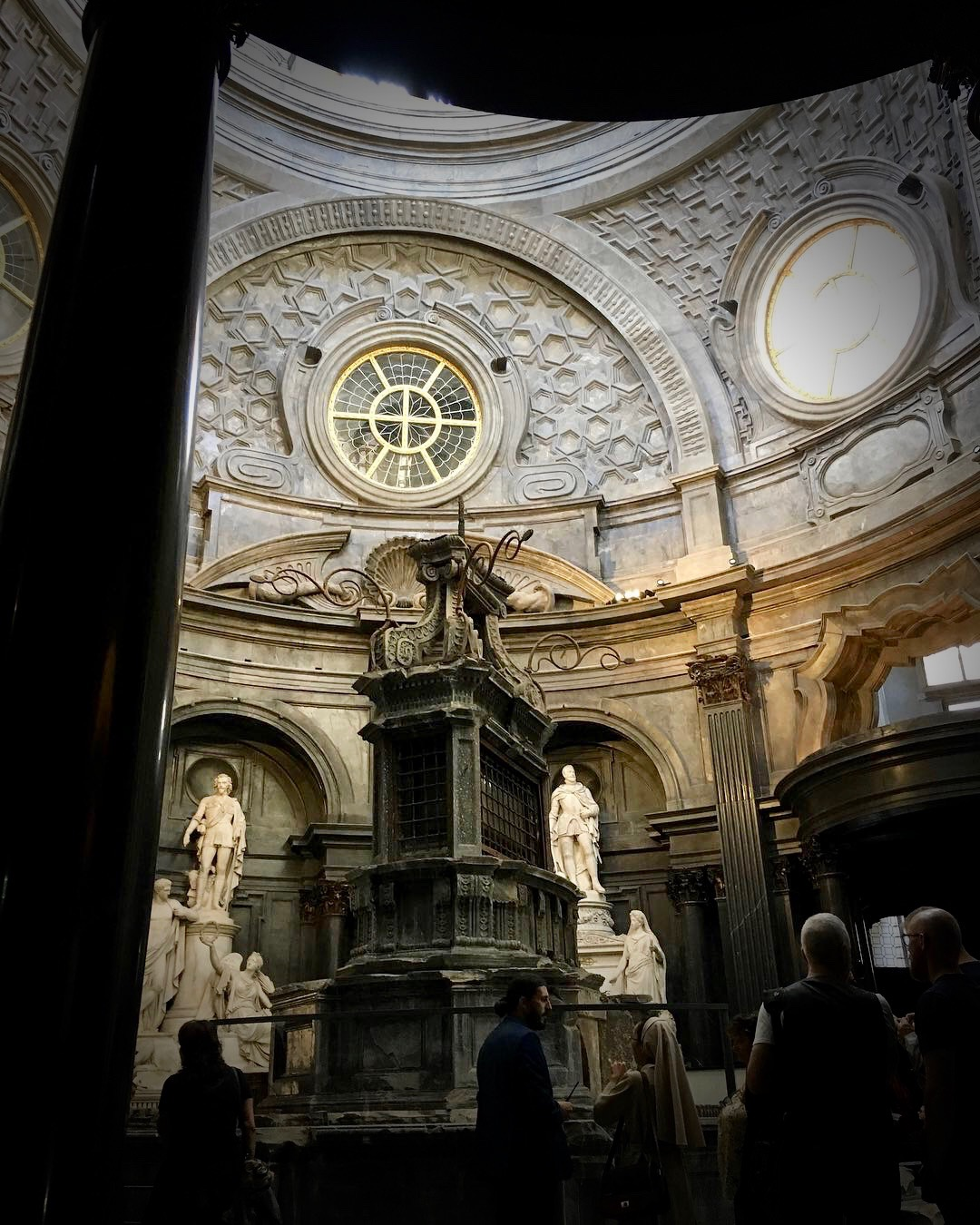
Vista del altar mayor, obra de  Antonio Bertola